# اولیسه دینی
اولیسه دینی (به ایتالیایی: Ulisse Dini) (زاده ۱۴ نوامبر ۱۸۴۵- درگذشته ۲۸ اکتبر ۱۹۱۸ در پیزا ) ریاضیدان و سیاستمدار ایتالیایی بود که در زمینه آنالیز و هندسه فعالیت می کرد.

## زندگی و کارنامه

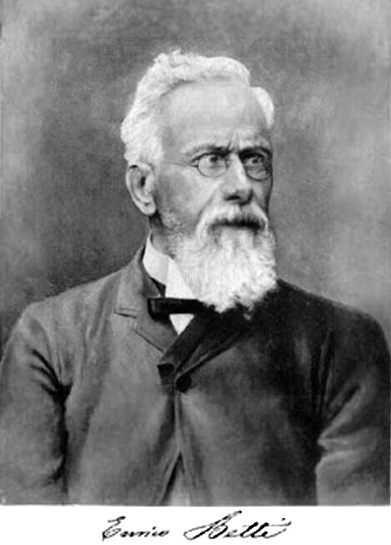
اولیسه دینی در سال 1885

او در شهر زادگاهش پیزا تحصیل کرد. استاد او در آنجا انریکو بتی بود. سپس به پاریس رفت و در نزد شارل هرمیت و یوزف برتراند به کار مشغول شد و با آنان چند مقاله مشترک نوشت. در سال ۱۸۶۶ در دانشگاه پیزا به کار گمارده شد و در ۱۸۷۱ استاد آنالیز و هندسه در همان دانشگاه گردید. از ۱۸۸۸ تا ۱۸۹۰ رئیس دانشگاه پیزا و از سال ۱۹۰۰ تا پایان عمر مدیر مدرسه عالی نرمال در پیزا بود.
او که در سال ۱۸۷۱ به عنوان عضو شورای شهر پیزا برگزیده شده بود، به عنوان فعال سیاسی نیز حضوری پیگیر داشت.
دینی به کار در زمینه آنالیز حقیقی که در ان زمان بر پایه‌های نوین و مستحکمی استوار شده بود پرداخت. او آزمونی برای همگرایی سریهای فوریه کشف نمود که به نام خود او آزمون دینی نامیده می‌شود. وی بر پایه نتایج ائوجنیو بلترامی به پژوهش دربارهٔ هندسه دیفرانسیل رویه ها پرداخت. در ۱۸۷۸ کتاب دربارهٔ آنالیز حقیقی نوشت. او چندین کتاب دیگر در زمینه سریهای فوریه و آنالیز نیز به چاپ رساند.